# دریل مورفی
دریل مایکل مورفی (انگلیسی: Daryl Michael Murphy؛ زادهٔ ۱۵ مارس ۱۹۸۳) بازیکن فوتبال اهل ایرلند است.
از باشگاه‌هایی که در آن بازی کرده‌است می‌توان به لوتون تاون، هارو بورو، ساندرلند، شفیلد ونزدی، ایپسویچ تاون، سلتیک، نیوکاسل یونایتد، ناتینگهام فارست و بولتون واندررز اشاره کرد.
وی همچنین در تیم ملی فوتبال جمهوری ایرلند بازی کرده‌است.